# Ernest Starling
Ernest Henry Starling (London, 1866. április 17. – Kingston, Jamaica, 1927. május 2.) brit tudós, fiziológus. A testfunkciók, különösen a szövetek közti folyadékegyensúly fenntartásának kutatása terén elért eredményei tették kora egyik legkiválóbb tudósává.

## Gyermek- és ifjúkor
Ernest Starling Londonban született 1866. április 17-én. Apja, M. H. Starling Indiába utazott munkát keresni még Ernest gyermekkorában. A családban összesen öt gyermek volt, közöttük Ernest volt a legidősebb. Édesanyja a Kings College általános iskolába íratta be. Tizenhat évesen munkát kapott a Medical School kórházban. Starling kitűnő tanuló volt, sok érmet és díjat kapott tanulmányi versenyein mutatott teljesítményéért, és olyan ösztöndíjakat is, amivel el tudta tartani magát. 1889-ben szerezte meg a diplomáját.

## Házassága
Az ifjú Starlingot időnként Leonard Woolridge mentorálta, és sokat segített tanulmányaiban. 1889-ben Woolridge meghalt, így egy fiatal özvegyet hagyott hátra, aki férjhez ment Starlinghoz, aki ebben az évben 33 éves volt.

## Első kirándulás
Starling első hosszabb tanulmányi útját Németországba tette, ahol sok kutatást, kísérletet végzett. Nagy segítségére volt Wilhelm Kuhne. 

## Starling törvénye
A Londoni Egyetem fiziológia professzoraként (1899-1923) együttműködést kezdeményezett William Bayliss brit fiziológussal. 1902-ben egy általuk szekretinnek nevezett anyagot különítettek el. Két évvel később Starling nevezte el a belső elválasztású mirigyek szekrétumait nevezte el hormonoknak. A hormon görög eredetű szó, jelentése buzdítani. Ezeknek jelentős szerepe van perisztaltikailag az emésztőrendszer működésében.
Starling a tudományok számos területén kutatott, de legnagyobb eredménye Frank-Starling szív törvénye vagy Starling-törvény. A törvény kimondja, hogy ha a verőtérfogat nő a szívben, válaszul a szívben annyira megnő a vér mennyisége, hogy kitölti az egész szív terét. Ha nagyobb mennyiségű vér tölti meg a szívet, akkor a szívünk elkezd feszülni. Erre az izomfal reagálva elkezd megnyúlni, amelyet egy erő köt majd meg, ami elszívja a vért. 

## Elismerések
- Királyi társaság (Royal Society) tagja (1889)
- Baly medálbirtokosa (1907)
- Királyi érdem birtokosa (1913)

## Az első világháború
A brit Starling olyan sok időt töltött Németországban, a világháború alatt állami támogatással tanulmányozta a mérgező hadigázok elleni védekezés lehetőségét. A gázhadviselés és a német gázálarc is az ő nevéhez fűződik. Hangoztatta a német nemzet megváltoztatását. 

## Utolsó évei és halála
1920-ban Starling egészsége hanyatlott. A férfi erős maláriában szenvedett. Sikerült még egy utat biztosítani magának Indiába. Ott meleg vizű forrásból ivott, hogy javuljon állapota, de már ez sem tudott segíteni rajta. Utolsó útját Kingston városába akarta megtenni,Jamaica fővárosába. Éppen akkor halt meg, amikor a hajó kikötött. Ernest Henry Starling 1927. május 2-án halt meg 61 éves korában.